# Marokko-Magazin
Das Marokko-Magazin ist ein deutschsprachiges, nicht kommerzielles Online-Magazin für Kultur, Reisen und Lebensart. Das Magazin wurde 1997 mit dem Ziel gegründet, einen Beitrag für die Völkerverständigung zwischen den deutschsprachigen Ländern und dem Königreich Marokko zu leisten.
Das Marokko-Magazin gliedert sich in die Bereiche „Magazin“ und „Diskussions- und Informationssystem“. Neben selbsterstellten Inhalten wird das Marokko-Magazin von Schriftstellern aus dem deutschen, französischen und arabischen Sprachraum versorgt. Hier finden sich aktuelle sowie zeitlose Beiträge aus verschiedenen Themengebieten sowie eine Fülle an Fotogalerien von überwiegend professionellen Fotografen.

## Geschichte
Das Marokko-Magazin wurde 1997 von Fouad Filali gegründet. Im Lauf der Jahre wurde es technisch immer wieder überarbeitet und inhaltlich weiterentwickelt. Seit Januar 2020 führt das Marokko-Magazin den Slogan „Das online-Magazin für Kultur, Reisen und Lebensart“. Ziel ist es, einen Beitrag für die Völkerverständigung zwischen dem Königreich Marokko und den deutschsprachigen Ländern zu leisten.